# 46. pr. Kr.
◄ | 2. stoljeće pr. Kr. | 1. stoljeće pr. Kr. | 1. stoljeće | ►
◄ | 70-ih pr. Kr. | 60-ih pr. Kr. | 50-ih pr. Kr. | 40-ih pr. Kr. | 30-ih pr. Kr. | 20-ih pr. Kr. | 10-ih pr. Kr. | ►
◄◄ | ◄ | 49. pr. Kr. | 48. pr. Kr. | 47. pr. Kr. | 46 pr. Kr. | 45. pr. Kr. | 44. pr. Kr. | 43. pr. Kr. | ► | ►►
Astronomija

## Događaji
- Bitka kod Thapsusa; Cezar proglašen diktatorom; Julije Cezar ustanovljuje Julijanski kalendar koji će se koristiti do 16. st. Ta je godina trajala ukupno 445 dana (s 14 mjeseci) kako bi se pri prijelazu na novi kalendar nadoknadili zaostatci staroga.
- Vatinije postaje prokonzul u Iliriku